# كورنيليوس كول
كورنيليوس كول (بالإنجليزية: Cornelius Cole)‏ هو مُحرِّر ومحامي وسياسي أمريكي، ولد في 17 سبتمبر 1822 في لودي في الولايات المتحدة، وتوفي في 3 نوفمبر 1924 في هوليوود في الولايات المتحدة. حزبياً، نشط في الحزب الجمهوري. وقد انتخب عضو مجلس النواب الأمريكي عن دائرة California's at-large congressional district ‏ (4 مارس 1863 – 3 مارس 1865) وانتخب عضو مجلس الشيوخ الأمريكي عن دائرة كاليفورنيا (4 مارس 1867 – 3 مارس 1873).